# Paracetopsis
Paracetopsis — рід риб з підродини Cetopsinae родини Cetopsidae ряду сомоподібних. Має 3 види.

## Опис
Загальна довжина представників цього роду коливається від 18 до 30 см. Голова дещо сплощена у потилиці, має трикутну форму з тупою мордою. Очі невеличкі. Є 3 пари однакових вусів. Ширина рота досягає 50 % довжини голови. Є сошникові зуби з 1—2 рядками. Тулуб помірно подовжений, у хвостовій частині стиснуто. Спинний плавець трохи опуклий. У самців перші промені спинного та грудних плавців витягнуті. Черево опукле. Черевні плавці помірно довгі. Анальний плавець доволі довгий. Хвостовий плавець помірно роздвоєний, кінчики симетричні, трохи закруглені.
Забарвлення сіре або коричнювате. Плавці світліші або темніше за основний фон.

## Спосіб життя
Біологія погано вивчена. Воліють до прісних водойм, що впадають до Тихого океану. Активні вночі. Вдень тримаються дна. Живляться водними безхребетними, а також дрібною рибою. Можуть вживати рослинність.

## Розповсюдження
Мешкають у Еквадорі.

## Види
- Paracetopsis atahualpa
- Paracetopsis bleekeri
- Paracetopsis esmeraldas